# بوژکوفو
بوژکوفو (انگلیسی: Bozhkovo) یک شهرک در بخش آلکسیفسکی استان بلگورود کشور روسیه است.